# Parchim-Ludwigsluster Eisenbahn – Friedrich Franz II und Moltke
Die Lokomotiven FRIEDRICH FRANZ II und MOLTKE wurden 1880 von der Parchim-Ludwigsluster Eisenbahn als Erstausstattung für den Betrieb auf der Bahnstrecke der Gesellschaft erworben. Die Lokomotiven wurden ab 1894 von der Großherzoglich Mecklenburgischen Friedrich-Franz-Eisenbahn in die Gattung XIII und ab 1910 in die Gattung T 2 eingeordnet. Bis 1919 wurden beide Lokomotiven ausgemustert.

## Geschichte
Die Parchim-Ludwigsluster Eisenbahn erwarb 1880 für die von ihr erbauten 26 Kilometer lange Strecke zwischen Parchim und Ludwigslust zwei Lokomotiven von Borsig. Die Lokomotiven wurden benannt nach Friedrich Franz II. (Mecklenburg) und Helmuth Karl Bernhard Graf von Moltke. Daneben stand noch eine gebraucht erworbene Sigl-Lokomotive zur Verfügung. Die Maschinen wickelten den gesamten Verkehr auf der Strecke ab. Die beiden Borsig-Lokomotiven gingen mit der Verstaatlichung der Parchim-Ludwigsluster Eisenbahn 1894 in den Bestand der Friedrich-Franz-Eisenbahn über. Die Maschinen erhielten die Bahnnummern 508 und 509. Die Lokomotive mit der Nummer 508 wurde 1916 und die andere 1919 ausgemustert.

## Konstruktive Merkmale
Die Lokomotiven besaßen einen innenliegenden Rahmen mit integrierten Wasserkasten. Der Langkessel wurde aus zwei Schüssen gefertigt. Auf dem vorderen Kesselschuss saß der große Dampfdom. Das Sicherheitsventil war vor dem Führerhaus auf dem Stehkessel angeordnet.
Das waagerecht angeordnete Zweizylinder-Nassdampftriebwerk arbeitete auf die zweite Kuppelachse. Die Schieberkästen lagen über den Zylindern. Die außenliegende Allan-Steuerung besaß gekreuzte Exzenterstangen.
Die Abfederung der Kuppelradsätze erfolgte mit über den Achsen liegenden Blattfederpaketen. Die Handbremse wirkte von hinten auf beide Radsätze. Eine vorhandene Heberleinbremse wurde später ausgebaut.
Der Sandkasten saß auf dem hinteren Kesselschuss und sandete den hintersten Radsatz von vorn. Die Kohle war in Behältern vor dem Führerhaus untergebracht.